# نيث (كلمة)

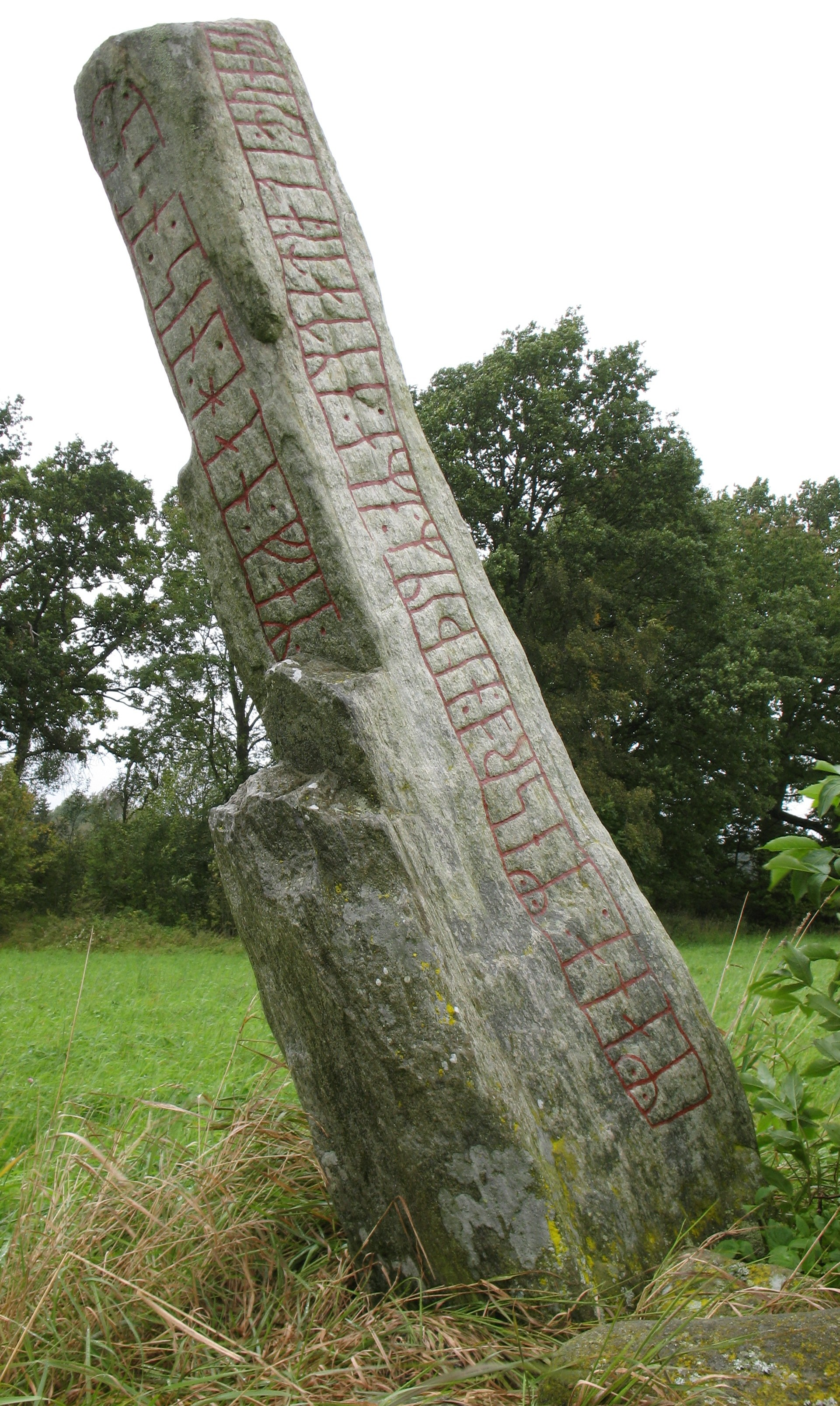
حجر الرون Sm 5 في ترانسجو، أبرشية هورتسبيرجا، ألفيستا.

تعتبر نيث Nīþ (بالنوردية القديمة: níð، بالإنجليزية القديمة: nīþ، بالهولندية القديمة: nīth) في المجتمعات جرمانية التاريخية وصمة عار له علاقة بفقدان الشرف، والشر. كما كان للكلمة معاني مرتبطة بالجريمة (كالتسميم)، وبالسحر، وبالعاهة أو الإعاقة الجسدية.
للكلمة علاقة بكلمة إرغي باللغة النوردية القديمة والتي تعني «فقدان الرجولة». وهي كلمة قريبة لكلمات "ragr"، و"strodinn"، "sordinn" والتي تحمل جميعها دلالة المتقبل أو الطرف السالب لرجل حر في علاقة جنسية مثلية.